# Jour J (photo)
Pour les articles homonymes, voir Jour J (homonymie).
Jour J (ou The Magnificent Eleven en anglais, « les onze magnifiques ») est une série de 11 photographies réalisées par Robert Capa lors du Jour J, c'est-à-dire le débarquement de Normandie le 6 juin 1944,.

## Description
Alors âgé de 31 ans et travaillant pour le magazine américain Life, Robert Capa muni de deux appareils photos (un Rolleiflex et un 35 mm Contax) et d'un sac en toile cirée étanche, serait arrivé sur une portion de la plage d'Omaha Beach avec le 16e régiment d'infanterie à 6 h 35 du matin. Capa serait le seul à couvrir la première vague d'assaut,. Pour le débarquement, l'armée américaine a accrédité 12 photographes d'agences et 6 photographes du magazine Life, dont quatre sur les plages normandes. Plusieurs photographies de son collègue Bob Landry, ainsi que celles de neuf autres photographes ont été perdues, après avoir été remises à un colonel qui a laissé tombé le sac marin (en) contenant les rouleaux dans l'océan en montant à bord d'un navire de transport.
Capa aurait utilisé quatre bobines de pellicule soit 106 images, mais seuls 11 clichés (dont la photographie iconique du « visage dans les vagues ») seront exploitables et diffusés le 19 juin 1944 dans le magazine Life, qui a indiqué qu'elles étaient granuleuses, surexposées et floues en raison de la fébrilité et de la terreur qui ont envahi le photographe. Ces photos comptent parmi les plus célèbres du photographe et sont aujourd'hui la propriété de l'agence Magnum, dont Capa est le cofondateur.
Le réalisateur Steven Spielberg déclare s'être inspiré des photos de Capa pour tourner la scène du débarquement de son film Il faut sauver le soldat Ryan.

### Controverse
Le fait que la quasi-totalité des photos soit non exploitable serait dû à l'erreur d'un jeune laborantin londonien, Dennis Bank, responsable du développement des films. En voulant sécher rapidement les négatifs, cette personne inexpérimentée les aurait mis à une température anormalement élevée, ce qui aurait fait fondre l'émulsion des pellicules, et seules onze photos seraient restées exploitables, bien que dégradées,,.
Cette version est cependant remise en cause en 2014 par le critique new-yorkais A. D. Coleman qui mène une enquête avec des historiens de la photo et un photographe de guerre, puis par le rédacteur en chef de Life John G. Morris qui a contribué à forger la légende du photojournaliste dans son autobiographie Des hommes d'images. Une vie de photojournalisme publiée en 1998 mais reconnaît à la fin de sa vie que Capa n'a peut-être pas pris les 106 photos. Ils relèvent plusieurs incohérences, si bien que selon eux, les onze photos connues aujourd'hui seraient les seules que Capa aurait prises durant le débarquement, et l'histoire du laborantin maladroit serait une invention destinée à construire la légende d'un Capa héroïque auteur d'une centaine de clichés durant les six heures de la bataille,. Si le photoreporter affirme être resté 1 h 30 aux côtés des troupes d'assaut, différents témoins suggèrent qu'il débarque avec la troisième vague et qu'il reste sur la plage entre 15 et 30 minutes. Puis il monte à bord d'un LCI pour rejoindre le SS Samuel Chase (en). Avant que ses films ne soient envoyés à John Morris dans les bureaux londoniens de Life, ils auraient été révisés par la censure militaire du SHAEF qui ne souhaitait pas voir des informations sensibles, notamment ceux montrant la vaste armada abordant la Normandie alors que les Alliés voulaient toujours faire croire aux Allemands que le débarquement aurait lieu dans le Pas-de-Calais).